# Rudolf Erber
Rudolf Erber (Zagreb, 8. lipnja 1881. – Zagreb, 26. studenoga 1944.) financijski stručnjak, dugogodišnji ravnatelj Prve hrvatske štedionice (1914 - 1939.) i predsjednik Saveza štedionica Kraljevine Jugoslavije (1932. – 1939.). Gradonačelnik Zagreba od listopada 1934. do te 1936. godine. 
Za vrijeme tog mandata u kratkom je vremenu doveo u red osiromašenu gradsku blagajnu i porezni ured te pokrenuo brojne radove u Zagrebu: izgradnju bolnice na Rebru, izgradnju cesta, tramvajskih pruga i nadvožnjaka, škola i stambenih zgrada (njih 500 u samo dvije godine), potom javnoga kupališta na Selskoj cesti, izgradnju Tomislavova doma na Sljemenu, ribarnice na Dolcu. Potaknuo proširenje vodovodne i plinske mreže, uređivanje gradskih parkova, travnjaka i Medvednice, izgradnju nasipa na desnoj obali Save itd. Dovršio izgradnju Meštrovićeva Doma hrvatskih likovnih umjetnika. Njegova supruga Paula Erber bila je aktivna u brojnim humanitarnim i umjetničkim događanjima u Zagrebu. 